# Gruppo di acquisto solidale

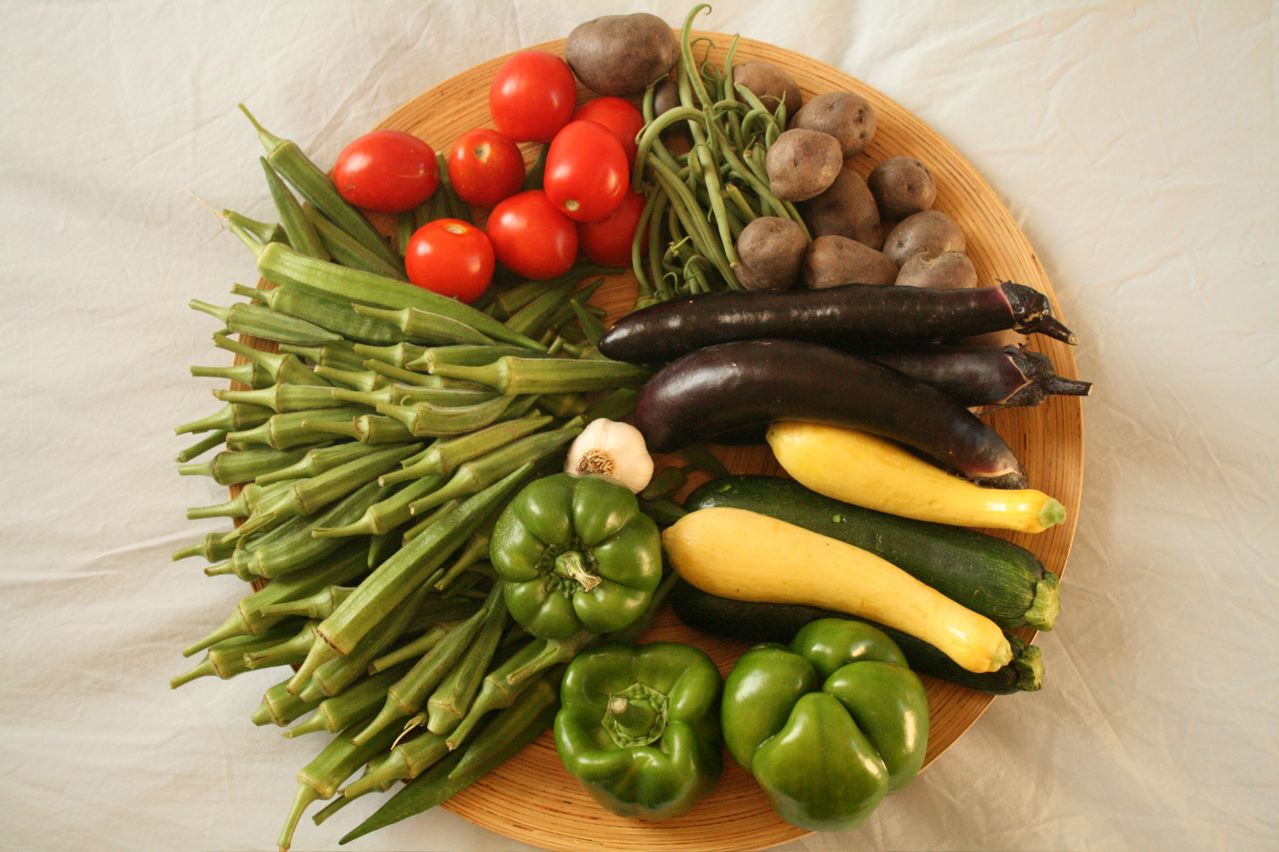
Ortaggi provenienti da agricoltura biologica

I gruppi di acquisto solidale (GAS) sono gruppi d'acquisto, organizzati spontaneamente, che partono da un approccio critico al consumo e che vogliono applicare i principi di equità, solidarietà e sostenibilità ai propri acquisti (principalmente prodotti alimentari o di largo consumo). Tale obiettivo è realizzato primariamente attraverso la disintermediazione della filiera: anziché rivolgersi alla Grande Distribuzione Organizzata (GDO) o ad altre forme di intermediazione, i GAS acquistano direttamente dai produttori, precedentemente selezionati dai GAS stessi sulla base di criteri definiti internamente da ciascun GAS. Tra questi criteri vi sono solitamente la sostenibilità ambientale, la solidarietà verso il produttore e la qualità dei prodotti.

## Economia solidale

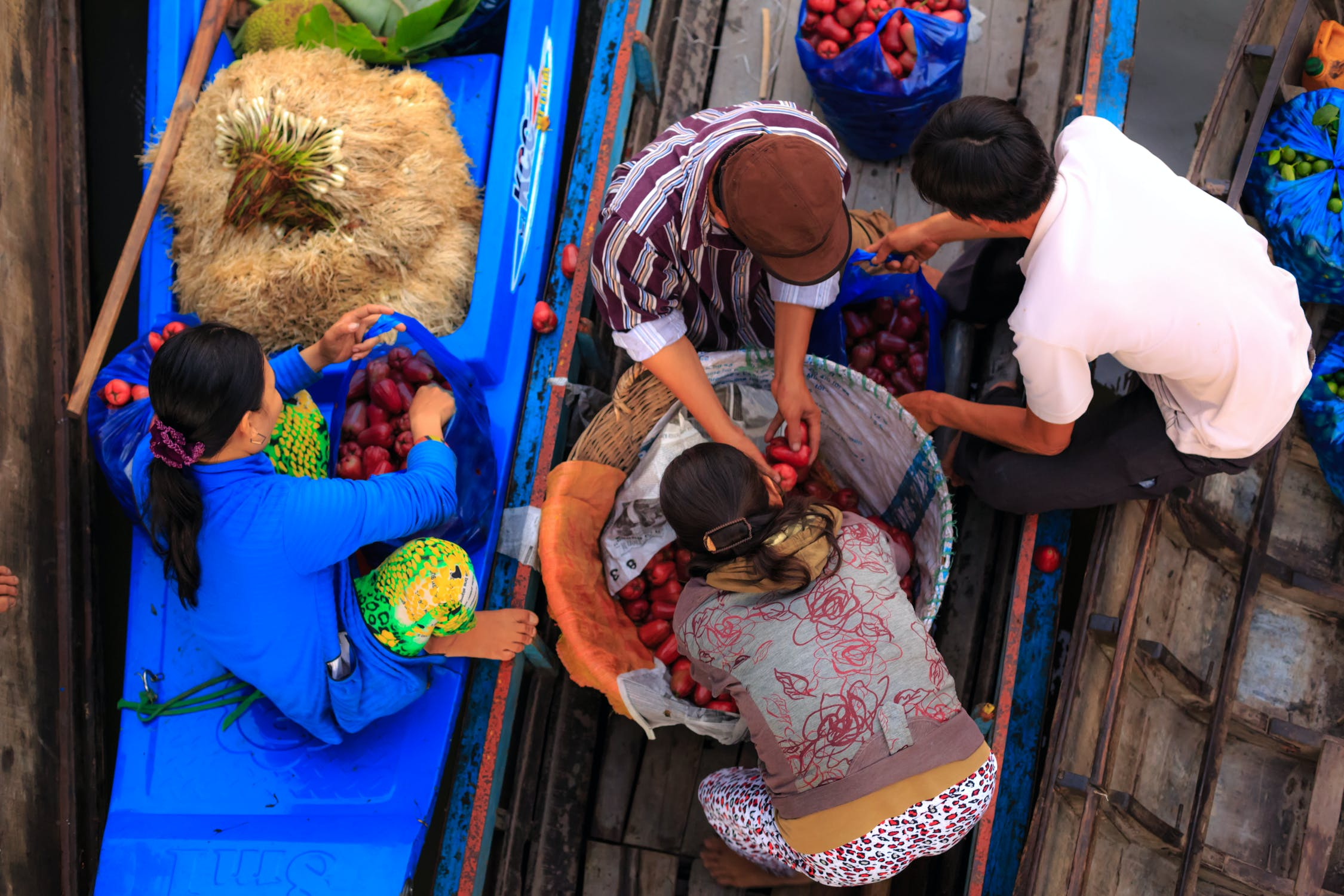
Economia solidale

L’economia solidale è il fondamento dei gruppi di acquisto solidale. Essa punta a valorizzare le relazioni tra i soggetti e a ripartire equamente le risorse con l’obiettivo di tutelare le condizioni dei lavoratori e rispettare l’ambiente, promuovendo al contempo uno stile di vita salutare, basato sulla produzione e il consumo di prodotti di qualità.
L’economia solidale inizia ad acquisire un certo rilievo a partire dagli anni ‘80 con il commercio equo e solidale per poi svilupparsi definitivamente a partire dagli anni ‘90 con la nascita dei gruppi di acquisto solidale (GAS) e con una maturazione legata al consumo critico e agli stili di vita.
Sull'esempio di reti straniere (in particolare da Francia, Spagna e Sud America), prende avvio nel 2002 il percorso per la costruzione di una rete di economia solidale, che porterà nel 2003 alla scrittura della “Carta per la Rete Italiana di Economia Solidale” (Carta RES).
La carta RES definisce i tre principi dell’economia solidale in particolare: cooperazione e reciprocità, valorizzazione del territorio, sostenibilità sociale ed ecologica. Essa indica inoltre il metodo della partecipazione attiva e la strategia della costruzione di reti a partire dai territori nella proposta dei distretti di economia solidale (DES).
Alcuni territori hanno effettivamente accolto questa proposta, avviando la sperimentazione e valutando nel concreto i punti di forza e le difficoltà di questa prospettiva di trasformazione sociale. Analizzando le caratteristiche di questo fenomeno ambientale, nel 2011 sono state definite le cosiddette “colonne dell’economia solidale” che evidenziano le azioni benefiche di essa.
In particolare: l’economia solidale promuove i beni comuni, si fonda sul rispetto della “Madre Terra” e sul “ben vivere” (bem viver) di tutti, propone modelli collaborativi, si basa sulle relazioni, promuove il legame con il territorio, incorpora il senso del limite, si sviluppa nelle reti, è trasformativa a livello sociale, difende i diritti e ridimensiona il ruolo del mercato.

## Panoramica
I gruppi di acquisto solidale (GAS) si basano su due aspetti fondamentali: la collettività, attraverso la quale si favorisce lo scambio di informazioni e idee e si conferisce maggior efficacia all’azione dei consumatori; la solidarietà, mediante cui si pongono in primo piano le valutazioni riconducibili al consumo etico senza però tralasciare gli altri driver tradizionali d’acquisto come qualità e prezzo. Il consumo critico promuove quindi uno stile di vita ispirato ad una "controcultura del consumo” ovvero una forma di consumo responsabile coerente sotto il profilo della sostenibilità ambientale e sociale.
I giudizi espressi nei confronti dei GAS sono però discordanti. Secondo alcuni sono semplicemente frutto di tendenze isolate e quindi destinati a non assumere un rilievo tale da essere davvero efficaci. Per altri, invece, sono da considerare come l’espressione di un disagio diffuso nei confronti degli attuali paradigmi (forme di associazionismo dei consumatori per certi versi affini ai GAS) e di conseguenza sono potenzialmente in grado di attivare un radicale cambiamento.
Nessuna delle due posizione esclude a priori l’altra. Infatti, se da un lato il volume di affari generato dai GAS induce a pensare che l’incisività della loro azione sia limitata, a livello culturale si può affermare che i GAS abbiano ricoperto un ruolo significativo nel processo di modificazione dei modelli esistenti, contribuendo alla diffusione di valori legati alla sostenibilità ambientale e alla giusta remunerazione dei produttori.

## Criteri
Il termine "solidale" è utilizzato dai GAS per distinguersi dai gruppi d'acquisto tout-court, «...che possono non presentare connotazioni etiche, ma essere solo uno strumento di risparmio». 
L'aspetto etico, o solidale, di tali gruppi è quindi l'aspetto ritenuto più importante, che li connota come esperienze nel campo del consumo critico. Secondario, ma altrettanto fondante, è il richiamo all'importanza delle relazioni sociali ed umane, del legame con il territorio circostante e con le tradizioni agricole e gastronomiche.
I criteri che guidano la scelta dei fornitori (pur differenti da gruppo a gruppo) in genere sono: qualità del prodotto, attenzione all'ambiente, dignità del lavoro. In genere i gruppi pongono anche grande attenzione ai prodotti locali, agli alimenti da agricoltura biologica o equivalenti e agli imballaggi a rendere. I piccoli produttori vengono generalmente preferiti rispetto ai grandi produttori. Il Documento base dei GAS fa riferimento a quattro filoni per indicare motivazioni e linee guida per gli acquisti: 
- sviluppare e mettere in pratica il consumo critico;
- sviluppare e creare solidarietà e consapevolezza;
- socializzare;
- l'unione fa la forza.

I principi di equità e solidarietà si estendono quindi:
- ai membri del GAS;
- ai produttori e loro lavoratori;
- ai popoli del sud del mondo;
- al rispetto dell'ambiente.

## Strutturazione
La struttura dei GAS è altamente flessibile e articolata. Nel vasto panorama dei GAS si trovano associazioni riconosciute, associazioni non riconosciute (fra cui numerosi sono i gruppi informali), cooperative del settore (botteghe del mondo) che trovano in questa forma un modo intelligente per acquistare quei prodotti che servono ai soci. I GAS possono essere organizzati territorialmente nei distretti di economia solidale. L'organizzazione degli acquisti e delle comunicazioni interne è altrettanto variabile, correlata ad esempio al numero o alla tipologia dei partecipanti, al luogo o alle scelte del gruppo. Spesso i GAS utilizzano software creati appositamente per gestire gli ordini (software gestionale GAS), di cui esistono varie tipologie e versioni. Altri effettuano gli ordini utilizzando file condivisi, altri ancora gestiscono gli ordini attraverso le email.

## Storia

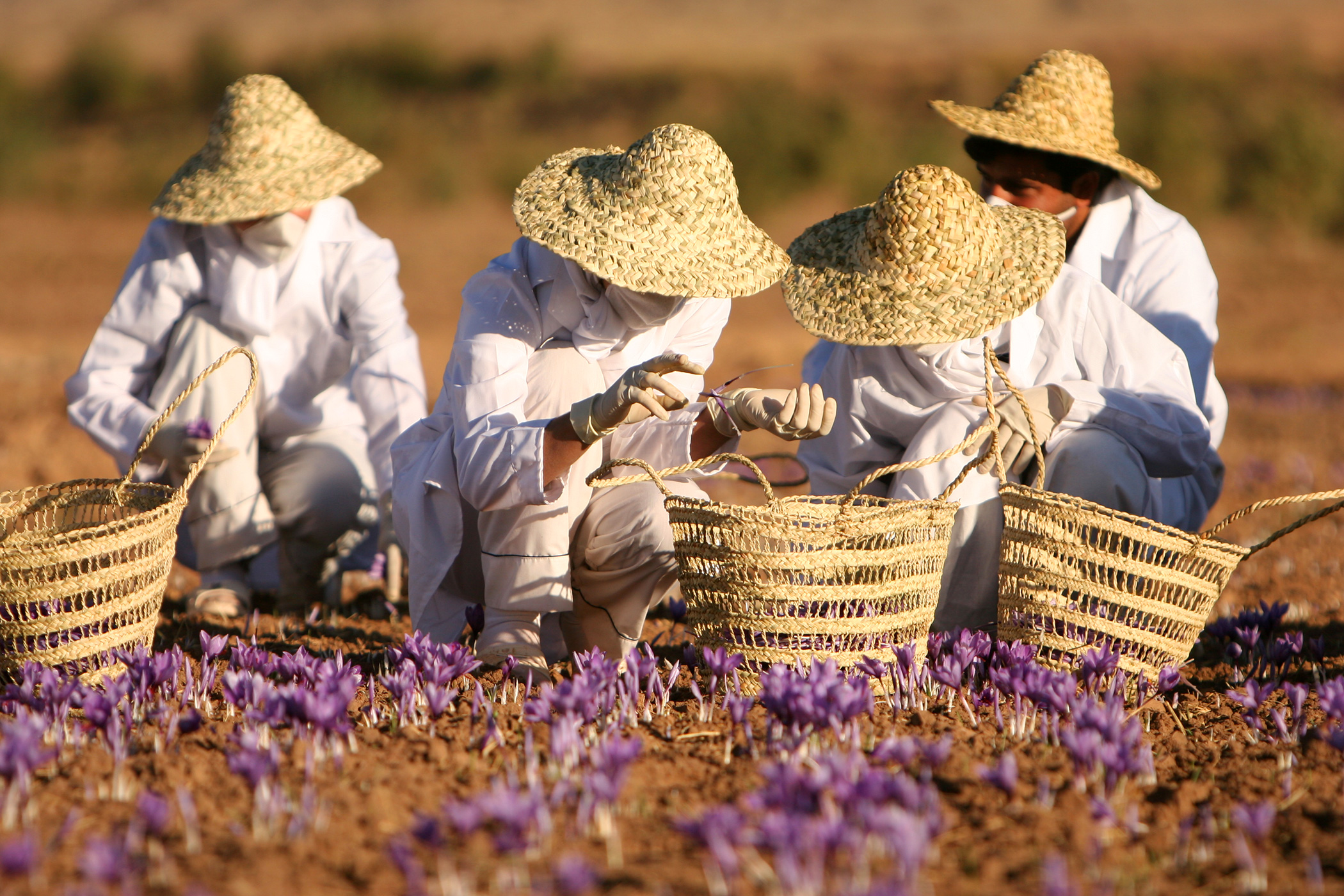
Raccolta di materie prime

È un fenomeno tipicamente italiano. Un GAS è un’associazione libera di persone, le quali mettono in comune prodotti di largo consumo, in particolare fanno riferimento ai prodotti alimentari. La scelta dei fornitori (soprattutto produttori, preferibilmente piccoli e locali) non è guidata da criteri esclusivamente economici. Acquisire vantaggi di costo non è l’obiettivo primario dei GAS: le scelte che vengono effettuate all'interno di questi gruppi si basano, infatti, sui principi dell'economia solidale.
Attualmente i GAS assumono una certa diffusione territoriale e rappresentano un fenomeno da non trascurare. I GAS affrontano una molteplicità di temi, attraverso lo svolgimento di “azioni concrete” da parte dei partecipanti. I GAS non utilizzano manifestazioni di protesta, ma costituiscono una iniziativa con una sequenza precisa di azioni.
Sebbene forme di azione simili ai GAS fossero presenti già prima degli anni novanta, si fa risalire la nascita dei GAS ad un incontro dal titolo “Quando l’economia uccide…bisogna cambiare”, tenutosi nell’Arena di Verona nel 1993.
Poco dopo, nel 1994, nasce il primo gruppo: alcune famiglie di Fidenza (in provincia di Parma) decidono di impiegare il loro tempo libero per conoscere sul campo i produttori di cibi sani e biologici, per poi acquistarli e distribuirli all’interno del gruppo. L’idea diventa esemplare: il passaparola porta alla nascita di esperienze simili, una a Reggio Emilia e una a Piacenza.
Come abbiamo visto, una delle prime tappe della storia dei GAS è il 1994, quando nasce il primo GAS a Fidenza. La storia prosegue nel 1996, quando viene pubblicata la Guida al Consumo Critico dal Centro Nuovo Modello di Sviluppo, dove vengono rilasciate informazioni sul comportamento delle imprese al fine di guidare la scelta del consumatore. Nel 1997 nasce la rete dei gruppi d'acquisto solidali (retegas). Nel tempo si sono andate a delineare tre tendenze alla base dei gruppi di acquisto solidale:
- ricerca di alimenti di qualità, fattore che pesa maggiormente nell’ambito del processo decisionale;
- persistenza della crisi economica, la quale induce i consumatori a prestare molta attenzione al prezzo;
- graduale consolidamento dei profili potenzialmente favorevoli all’acquisto mediante GAS.[6]

La pratica si diffonde molto velocemente, ogni gruppo nascente prende spunto da quelli pre-esistenti, ma ognuno è diverso dall’altro per la propria storia. Un boom di nascite si registra nel 2001, anno in cui si verifica un forte incremento delle persone interessate a queste iniziative, e prosegue in maniera significativa per tutto il decennio successivo. Non si può escludere l’importante aiuto di Internet, che fece il suo ingresso proprio negli stessi anni. Il contributo di Internet ai GAS può essere stato molteplice:
- la diffusione del nascente paradigma di consumo;

- un vero e proprio strumento operativo per agevolare il funzionamento delle organizzazioni, soprattutto dal punto di vista della gestione degli ordini.

Dopo anni di forte espansione, la realtà dei GAS sembra incontrare una fase di crescita a ritmo più lento. Dal 2018 al 2020 l'acquisto tramite GAS risulta comunque in crescita (+2,3%), coinvolgendo nel periodo pre-pandemia, il 12,3% della popolazione italiana. Per ciò che riguarda la tipologia di prodotti acquistati si può dire che i beni alimentari rivestono un ruolo primario ed è ragionevole supporre che gli ambiti in cui i Gas potranno esercitare una pressione crescente appartengano principalmente al https://significato/grocery/.
Con l'entrata in vigore della legge finanziaria 2008, i GAS sono stati formalmente riconosciuti come «soggetti associativi senza scopo di lucro costituiti al fine di svolgere attività di acquisto collettivo di beni e distribuzione dei medesimi con finalità etiche, di solidarietà sociale e sostenibilità ambientale».

## L’accesso al Bio nella transizione verso la sostenibilità dei sistemi agroalimentari

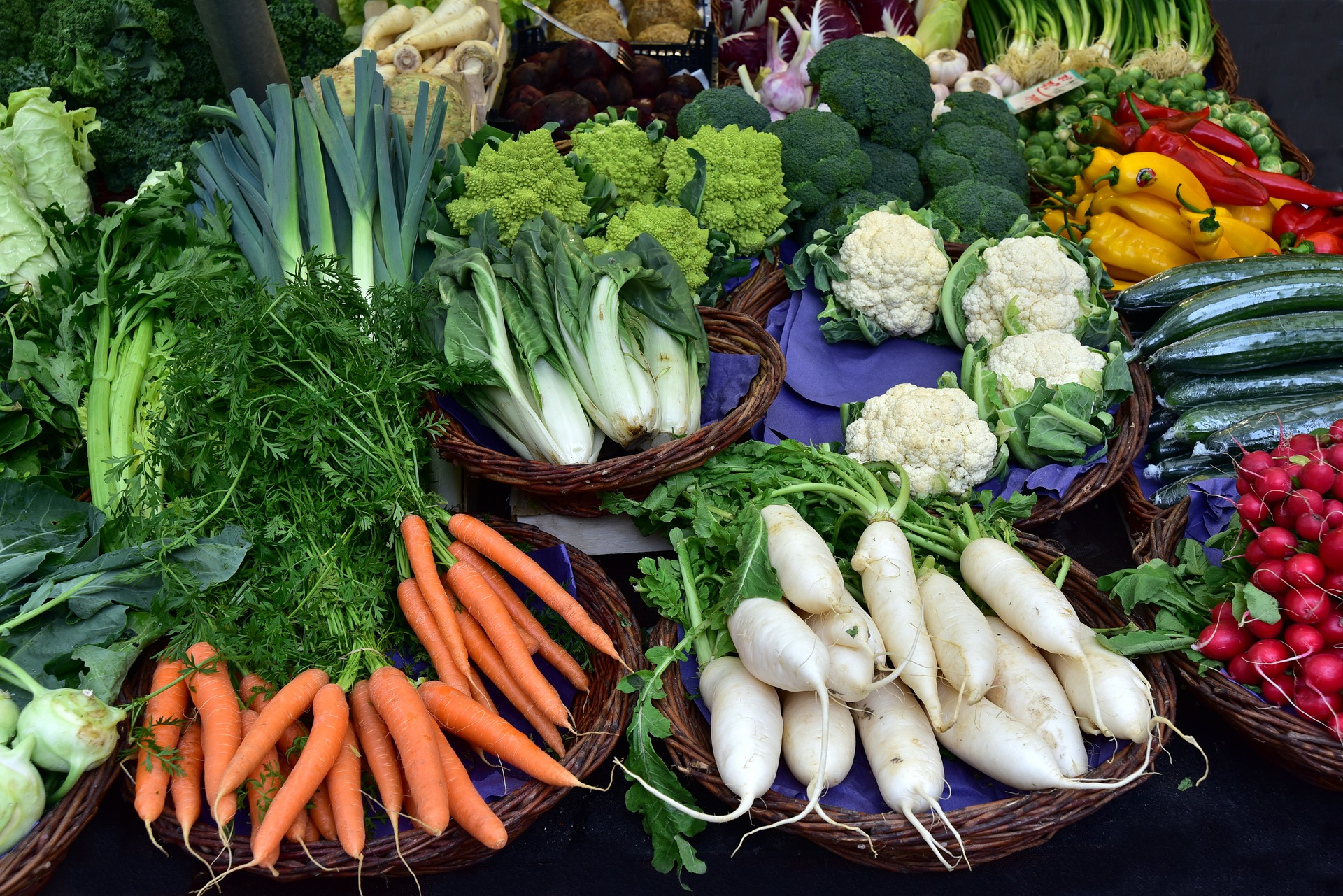
Mercato di verdure

L’accesso agli alimenti è una delle dimensioni della sicurezza alimentare. Alcuni studiosi hanno rilevato che spesso fame e sotto nutrizione non dipendono dalla mancata disponibilità di alimenti, ma piuttosto dal mancato accesso al cibo, per ragioni economiche (povertà) o fisiche (isolamento dai mercati, mancanza d’infrastrutture).
Per ragioni naturali (prevalgono i supermercati, mancanza di cibo fresco, come il cosiddetto "food desert") o per ragioni economiche (cibo biologico troppo caro, riservato all'élite), si considera il motivo della limitazione dell'accesso al cibo sostenibile. Pertanto, i GAS si pongono come obiettivo di stabilire un sistema di approvvigionamento alimentare alternativo, che, dal punto di vista ambientale e lavorativo, possa garantire accesso a cibo di qualità ad un prezzo equo.
Tra i vari vantaggi delle filiere corte (mercati degli agricoltori e altre forme di vendita diretta), le persone citano spesso la capacità di tagliare i costi di intermediazione a vantaggio di agricoltori e consumatori. Tuttavia, poiché la qualità dei prodotti acquistati attraverso questi canali è solitamente migliore in termini di freschezza o qualità intrinseca, i prezzi sono spesso relativamente alti. L'acquisto di questi prodotti richiede anche molta informazione da parte dei consumatori. Questo è uno dei motivi per cui la gente pensa che queste nuove forme di vendita siano in realtà riservate ai consumatori della classe medio-alta.
In contrasto con questi risultati, in una ricerca sui GAS romani, si riporta invece che, secondo gli intervistati, gli alimenti biologici acquisiti tramite i GAS costerebbero meno degli alimenti biologici e, talvolta, anche meno degli alimenti non biologici, acquistati nelle catene di distribuzione convenzionali.
Il confronto dei prezzi è una questione molto complicata, perché in primo luogo, per fare un confronto rigoroso, le caratteristiche dei prodotti dovrebbero essere le stesse. Invece, la qualità delle merci è solitamente eterogenea. Un altro aspetto da considerare sono i diversi livelli di servizio forniti ai clienti dai canali di vendita. Ad esempio, i GAS forniscono strumenti rigidi come ordini online, consegnano in una data e ora programmate e richiedono metodi di accesso tramite registrazione e partecipazione. Gli agricoltori dei mercati biologici di solito operano solo uno o due giorni alla settimana e offrono solo prodotti locali e stagionali.
Al contrario, supermercati, mercati locali e discount offrono una varietà di prodotti stagionali e non stagionali e sono aperti almeno cinque giorni alla settimana. Inoltre, mentre i prezzi sono relativamente stabili nel tempo nel sistema di fornitura del gas, i prezzi cambiano costantemente nei canali più convenzionali. Nonostante queste differenze, è interessante mettere a confronto i prezzi dei prodotti nelle diverse catene d’offerta, per ragionare su quali siano i costi di ricarico delle diverse forme di distribuzione e cosa comporti dal punto di vista economico passare da un canale di vendita a un altro.
Solitamente il prodotto biologico è considerato di nicchia e quindi più caro rispetto ai prodotti convenzionali. Le conclusioni portano quindi a costatare che sicuramente i GAS riescono ad ampliare l’accesso economico al biologico.

## Progetti futuri
Durante il primo decennio di sviluppo dei GAS, sono state avanzate delle ipotesi sui possibili sviluppi di questa forma associativa:
- fenomeno di moda: capace di incidere sul paradigma economico. Alcuni operatori lo rilevano come un “trend”, il quale porta un aumento di persone interessate;

- avanguardia di sperimentazione: fattore di diversità culturale, capace di sollecitare stili di vita. In futuro potrebbe dare luogo ad un’“espansione moderata e integrata”;

- rivoluzione-contaminazione: visione prospettica ottimista.[7]

Sebbene il dibattito sia ancora in corso, il +2,3% di acquisti tramite GAS in Italia registrato nel biennio 2018-2020 sembra far propendere che il fenomeno sia entrato in una fase di espansione moderata. Dal punto di vista produttivo-distributivo, il fenomeno non deve essere sottovalutato, soprattutto come segnale debole e potenziale motore di cambiamento. In passato è già stato dimostrato che un potere ridotto moltiplicato per milioni di persone può condizionare le scelte anche di una multinazionale.

## Problematiche dei GAS
Nonostante il trend positivo, non mancano problematiche nel funzionamento dei GAS. Vi è una mole di lavoro non indifferente in quanto molti degli alimenti (come ortaggi e frutta) sono ad alta deperibilità e quindi è necessaria una routine piuttosto ferrea. Inoltre si ha anche un ampliamento della varietà negli ordini dove ai prodotti non alimentari (come detersivo e cosmetici), si vanno a sommare servizi finanziari, assicurativi, energetici, ecc. Questo fattore innalza quindi il grado di complessità della gestione dal punto di vista amministrativo e logistico.
Ciò porta un allentamento della solidarietà verso i produttori. Per risolvere le varie problematiche di tipo organizzativo e logistico si sono formati dei gruppi di discussione e, in alcuni casi, enti che organizzano la logistica.
Le soluzioni che sono state individuate sono diverse e possono essere individuate in quattro macro categorie:
- soluzioni volte alla ricerca di una maggiore efficienza interna. In merito a ciò sono stati ideati software che permettono una gestione integrata delle varie attività connesse ai GAS;
- soluzione make together tra produttori e GAS;
- inserimento di un soggetto terzo che assuma la funzione di organizzare la logistica: ne sono esempi la PPDO (Piccola e Poetica Distribuzione Organizzata), attiva nella provincia di Varese, e la cooperativa AEQUOS, che rifornisce per il fresco circa 50 GAS delle province di Milano, Varese e Novara;
- trasformazione del GAS in una struttura cooperativistica di consumo.[7]

## Acquisto sostenibile: moda

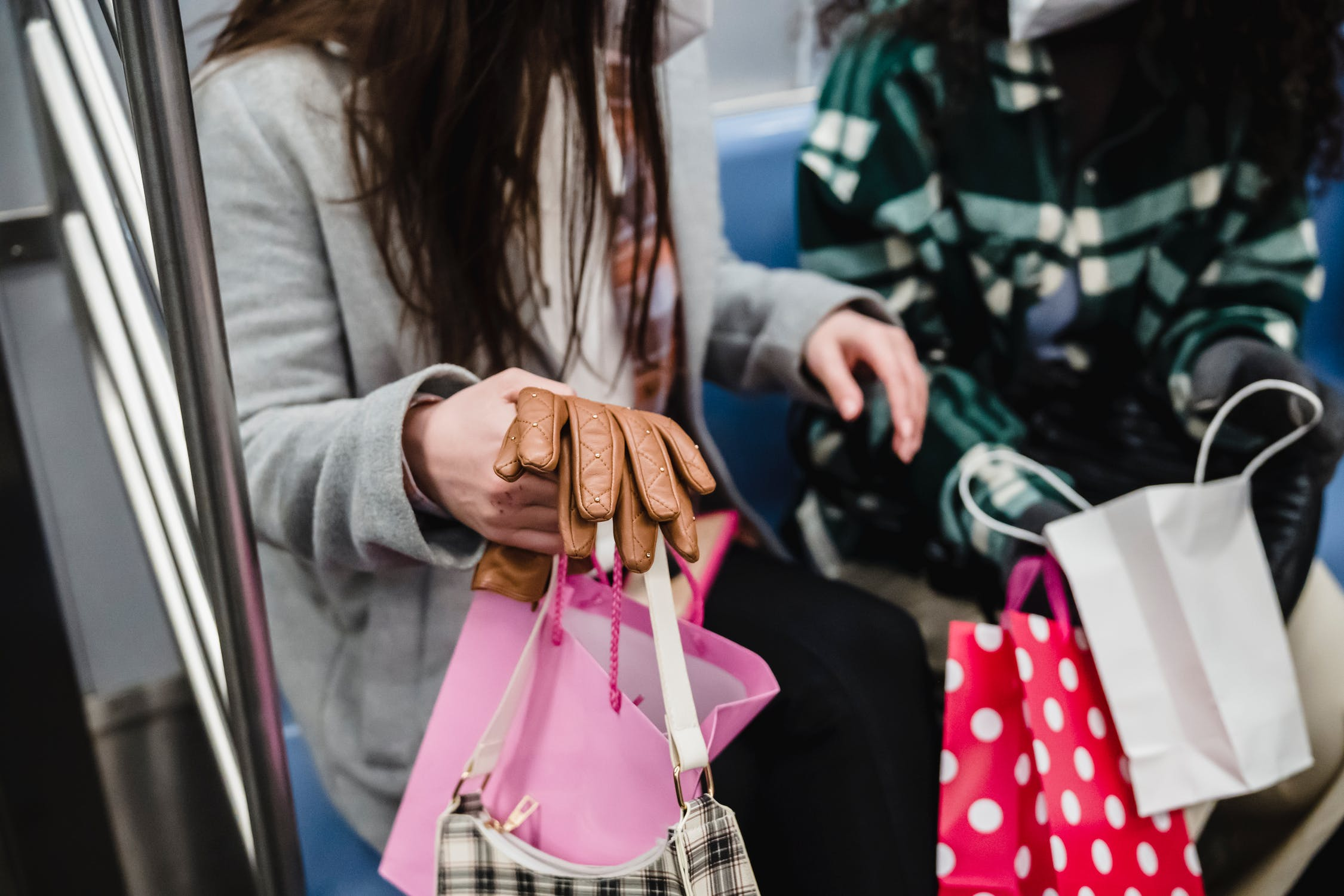
Moda sostenibile

L’acquisto sostenibile è definito per rappresentare beni e servizi che permettono di migliorare gli effetti negativi in termini di utilizzo delle risorse di emissioni dei rifiuti per salvaguardare il nostro pianeta. Gli studi svolti in merito a questo argomento hanno cercato di capire come i fattori legati ai consumatori siano differenti a seconda della persona che ci si trova davanti per quanto riguarda tematiche come i cambiamenti climatici, la volontà di cambiare il proprio comportamento, l’acquisto sostenibile; lo scopo è quello di salvaguardare il pianeta.
Con questa definizione si arriva a capire come siano evolute le decisioni dei consumatori per l’acquisto di marchi ecologici, nonché abiti che vengono prodotti utilizzando principi ecologici. Vengono utilizzati materiali vegetali riciclati, poca o nessuna tintura e basse temperature di lavaggio che permettono di ridurre il consumo e quindi di avere una maggiore sostenibilità.
Con lo studio di Hofstede (2018) è stata intervistata una fascia di età giovanile, con individui che vanno dai 19 ai 29 anni. In genere essi sono più inconsapevoli e non disposti a un cambiamento, rispetto alla fascia più anziana degli intervistati. Grazie a questa analisi si afferma come solo l’8% degli intervistati non fosse a conoscenza dei cambiamenti climatici e non avesse mutato il proprio atteggiamento. Il 19% dei soggetti era a conoscenza del fenomeno, ma non disposta a cambiare. Il 58% era anche esso consapevole, però solamente di alcuni aspetti dei cambiamenti. Infine il 16% era totalmente consapevole e incline a salvaguardare il pianeta.
Lo scopo di queste interviste era di creare più consapevolezza nello spettatore; mentre con lo studio Johnstone e Lindh, sempre effettuato nel 2018, hanno trovato prove che la consapevolezza dei problemi di sostenibilità aumenta con l'età.
In primo luogo il settore della moda utilizza la maggior quantità d’acqua in tutto il mondo. La produzione idrica di fibre artificiali, come poliestere e viscosa, supera quella del cotone. Inoltre grazie ad uno studio condotto in Bangladesh della Banca mondiale nel 2014, è risultato che l’industria della moda sia responsabile del 20% delle acque industriali globali recluse.
In secondo luogo l’industria della moda è considerata una delle industrie più inquinanti a causa delle sue emissioni di 1,2 miliardi di tonnellate di CO2 che equivalgono a tutta la durata del ciclo di vita.
In terzo luogo con l’utilizzo di pratiche aggressive riguardanti il fast fashion, i marchi, a causa della riduzione dei costi e della semplificazione delle loro catene di approvvigionamento, non hanno prestato molta attenzione alla sostenibilità, combinando una produzione a basso costo. Questa pratica comporta una grandissima produzione di capi di moda a un ritmo sempre più rapido e incentiva i consumatori a smaltire e ri-aggiornare i propri capi.
Così facendo il 73% degli indumenti finisce in una discarica o in un inceneritore, mentre solo il 15% degli indumenti sono riciclati per panni per la pulizia, materiale isolante eccetera. Per poter analizzare i fattori che avrebbero aiutato a persuadere il consumatore e adottare tattiche più sostenibili è stato utilizzato il modello Fogg. Il modello analizza i criteri che i consumatori considerano al momento dell'acquisto di vestiti, determinando quali fattori convincerebbero i consumatori a prendere più decisioni che promuoverebbero la sostenibilità.
Nel modello Fogg la maggior parte dei consumatori ha acquistato in media undici articoli negli ultimi tre mesi, in cui la maggior parte degli acquisti sono stati effettuati da catene moderne e low cost come H&m, Esprit e Zara, mentre gli acquisti di seconda mano sono stati inferiori alla media. Con questo studio si è scoperto che, con l’età avanzata, gli intervistati tendono a consumare meno articoli.
Nel complesso, gli intervistati non erano molto aperti agli acquisti sostenibili, anche se sono preoccupati per l'ambiente. Più in particolare, è stato definito come la qualità di un prodotto, il suo prezzo e la sua novità siano i più importanti criteri di acquisto, mentre il paese in cui il prodotto viene realizzato passa in secondo piano.
Inoltre viene generato uno scarso interesse per l'acquisto di vestiti di seconda mano, i quali tendono ad essere associati a odori di muffa, problemi di qualità e al pregiudizio che l’acquirente sia necessariamente “povero”. La motivazione più importante per effettuare acquisti che promuovono la sostenibilità riguarda la preoccupazione per l'ambiente; mentre fattori di semplicità come il prezzo, il conveniente processo di acquisto e la routine influenzano il processo decisionale in misura bassa o moderata. Gli intervistati sono attivati da scelte personali e conoscenza dell'impatto ambientale.